# Cuboctaèdre tronqué

Patron (géométrie)

Le grand rhombicuboctaèdre est un solide d'Archimède. Il possède 12 faces carrées régulières, 8 faces hexagonales régulières et 6 faces octogonales régulières. Ainsi que 48 sommets et 72 arêtes. Puisque chacune de ses faces possède un centre de symétrie (ou de manière équivalente, une rotation à 180°), le  cuboctaèdre tronqué est un zonoèdre (à neuf générateurs).

## Autres noms
On peut rencontrer d'autres noms tels que :
- Grand cuboctaèdre
- Cuboctaèdre rhombitronqué
- Cuboctaèdre omnitronqué

Le nom cuboctaèdre tronqué, donné à l'origine par Johannes Kepler est un peu inexact. Si vous tronquez un cuboctaèdre en coupant les coins, vous n'obtenez pas cette figure uniforme : certaines des faces seront des rectangles. Néanmoins, la figure résultante est topologiquement équivalente à un grand rhombicuboctaèdre et peut toujours être déformée jusqu'à ce que ses faces soient régulières.
Le nom grand rhombicuboctaèdre fait référence au fait que les douze faces carrées sont placées dans les mêmes plans que les douze faces du dodécaèdre rhombique qui est le dual du cuboctaèdre. À comparer avec le petit rhombicuboctaèdre.
Une confusion malheureuse : il existe un polyèdre uniforme non-convexe avec le même nom. Voir le grand rhombicuboctaèdre uniforme.

## Coordonnées cartésiennes
Les coordonnées cartésiennes pour les sommets d'un cuboctaèdre tronqué centré à l'origine sont toutes les permutations de
{\displaystyle (\pm 1,\pm (1+{\sqrt {2}}),\pm (1+{\sqrt {8}}))\,}.